# Anthony Award
Anthony Award – nagroda literacka, przyznawana autorom powieści kryminalnych i detektywistycznych na Światowym Konwencie Kryminalnym Bouchercon. Nagroda nosi imię  Anthony'ego Bouchera (1911-1968), jednego z założycieli organizacji Mystery Writers of America.